# Hemicrepidius hemipodus
Hemicrepidius hemipodus is een keversoort uit de familie kniptorren (Elateridae). De wetenschappelijke naam van de soort is voor het eerst geldig gepubliceerd in 1825 door Say.